# Nebrat, Borodeanka
Nebrat (în ucraineană Небрат) este localitatea de reședință a comunei Nebrat din raionul Borodeanka, regiunea Kiev, Ucraina.

## Demografie
Componența lingvistică a localității Nebrat
     Ucraineană (97,84%)
     Rusă (1,3%)
     Alte limbi (0,87%)
Conform recensământului din 2001, majoritatea populației localității Nebrat era vorbitoare de ucraineană (97,84%), existând în minoritate și vorbitori de rusă (1,3%).